# То, что мы любим больше всего
«То, что мы любим  больше всего » (англ. The Thing You Love Most) — второй эпизод американского телевизионного сериала в жанре фэнтези «Однажды в сказке». Премьерный показ серии в США состоялся в восемь часов вечера 30 октября 2011 года на телеканале ABC. Режиссёром эпизода являлся Грег Биман, а сценарий к нему написали авторы идеи сериала Эдвард Китсис и Адам Хоровиц. Действие эпизода происходит в вымышленном городке Сторибрук, штат Мэн, и в сказочном мире. В Сторибруке Эмма Свон (Дженнифер Моррисон) пытается покинуть город; события из прошлого в зачарованном лесу рассказывают о том, как королева Реджина (Лана Паррия) использовала проклятие для того, чтобы отправить героев сказок в наш мир.
Во время премьерного показа «The Thing You Love Most» посмотрело 11,64 миллионов зрителей, что в итоге дало рейтинг в 3.9 бала/10% в группе людей в возрасте 18-49, и первое место в таймслоте телеканала ABC.

## Сюжет

### В Сторибруке

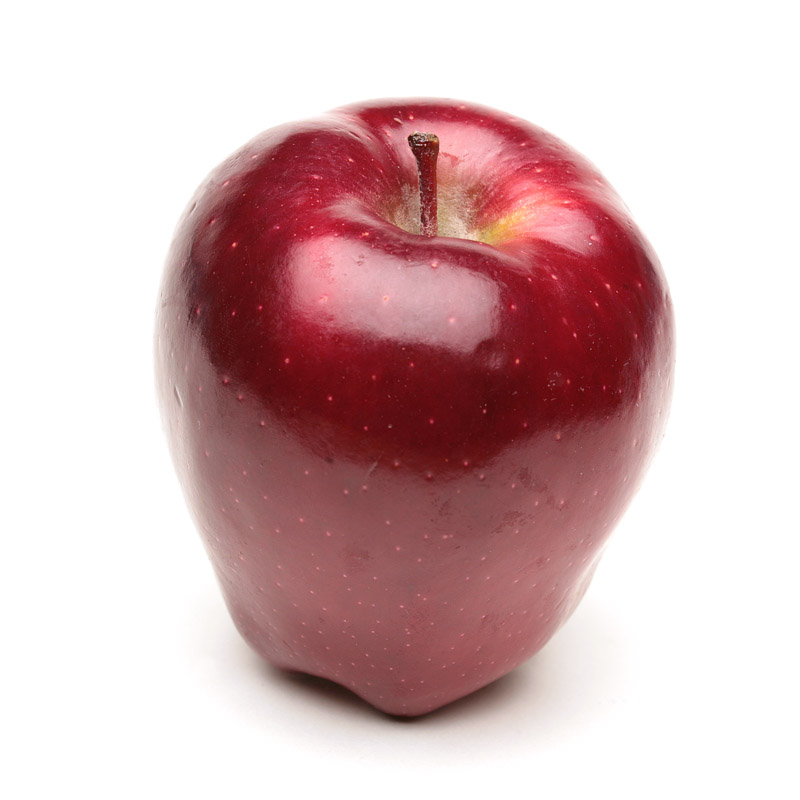
Красные яблоки — увлечение Реджины Миллс в Сторибруке, появляются на протяжении всего сериала; отсылка к отравленному яблоку из классической сказки

Эмма Свон (Дженнифер Моррисон), приехавшая по просьбе своего сына Генри (Джаред Гилмор), отданного на усыновление 10 лет назад, остаётся на ночь в Сторибруке, и часы на городской башне, прежде не работавшие, возобновляют свой ход. Мэр города и приёмная мать Генри Реджина Миллс (Лана Паррия) хочет заставить Эмму покинуть город; она приносит ей корзину красных яблок. Редактор местной газеты Сидни Гласс (Джанкарло Эспозито) публикует разоблачительную статью о прошлом Эммы.
Генри уверен, что Эмма спасёт город от проклятия, и что она — дочь сказочных персонажей — Белоснежки и Прекрасного принца. Он считает, что Белоснежка — это его учительница Мэри Маргарет Бланшар (Джиннифер Гудвин). Психолог Генри — Арчи Хоппер (Рафаэль Сбардж) — подставляет Эмму, в результате чего её обвиняют в краже и арестовывают. Мэри Маргарет платит залоговую сумму, освободившись, Эмма решает остаться в городе и удостовериться в благополучии сына; она идёт на открытую вражду с Реджиной и в знак этого отпиливает ветку с её яблони. В конце Реджину навещает Мистер Голд (Роберт Карлайл) и предлагает избавиться от Эммы за определённую цену; Реджина подозревает, что он помнит свою настоящую личность.

### В Зачарованном лесу
Свадьба Белоснежки и Принца (Джошуа Даллас) прерывается Злой королевой Реджиной; та сообщает, что вскоре все они будут прокляты. Королева Реджина намерена использовать проклятие, которое она ранее продала своей подруге Малефисенте (Кристин Бауэр ван Стратен). Малефисента отказывается вернуть проклятие, и товарка побеждает её в магической битве.
Королева собирает злых сказочных существ, для осуществления проклятия ей нужны их волосы и сердце «того, кого любил». Реджина жертвует сердце любимого коня Росинанта, но проклятие не срабатывает. Она идёт к Румпельштильцхену (Роберт Карлайл), желая узнать причины этой неудачи. Румпельштильцхен заключает с ней сделку — помощь в обмен на богатую жизнь после проклятия и исполнение любых его просьб, если он скажет «пожалуйста». Реджина соглашается, поскольку полагает, что в новой жизни он не будет ничего помнить о своей сказочной личности. Он говорит, что нужно сердце того, кого «любишь больше всего на свете». Королева отвечает, что того человека больше нет по вине Белоснежки. Румпельштильцхен предполагает, что есть кто-то ещё. Скоро она возвращается к себе и говорит со своим отцом Генри — тем человеком, которого она любит больше всего. Отец пытается отговорить её от осуществления проклятия, но дочь со слезами вырывает ему сердце.

## Съёмки
Сценаристами эпизода стали создатели сериала Эдвард Китсис и Адам Хоровиц, а режиссёром — Грег Биман, прежде работавший над сериалом Тайны Смолвиля.
В интервью для TV Overmind, Лана Паррия заявила, что здесь показана другая сторона личности Реджины — «ранимая часть героини», способная на настоящую любовь. С этого эпизода в заставке сериала появляются различные магические персонажи; здесь был представлен единорог.

## Отзывы
Во время премьеры на телевидении серию посмотрело 11,64 миллионов зрителей, что в итоге дало рейтинг в 3.9 бала/10% в группе людей в возрасте 18-49, что на одну десятую балла ниже, чем у дебютной серии, однако дало первое место в таймслоте на канале ABC. Среди всех телепередач сериал занял 3 место после Football Night In America на телеканале NBC и 60 Minutes на телеканале CBS. В Канаде премьеру серии посмотрело 1,44 миллиона зрителей.
Television Without Pity поставило серии оценку A-, отметив появление Кристин Бауэр и её блестящую игру в качестве отрицательного персонажа.